# Ar-Rijad (Tunezja)

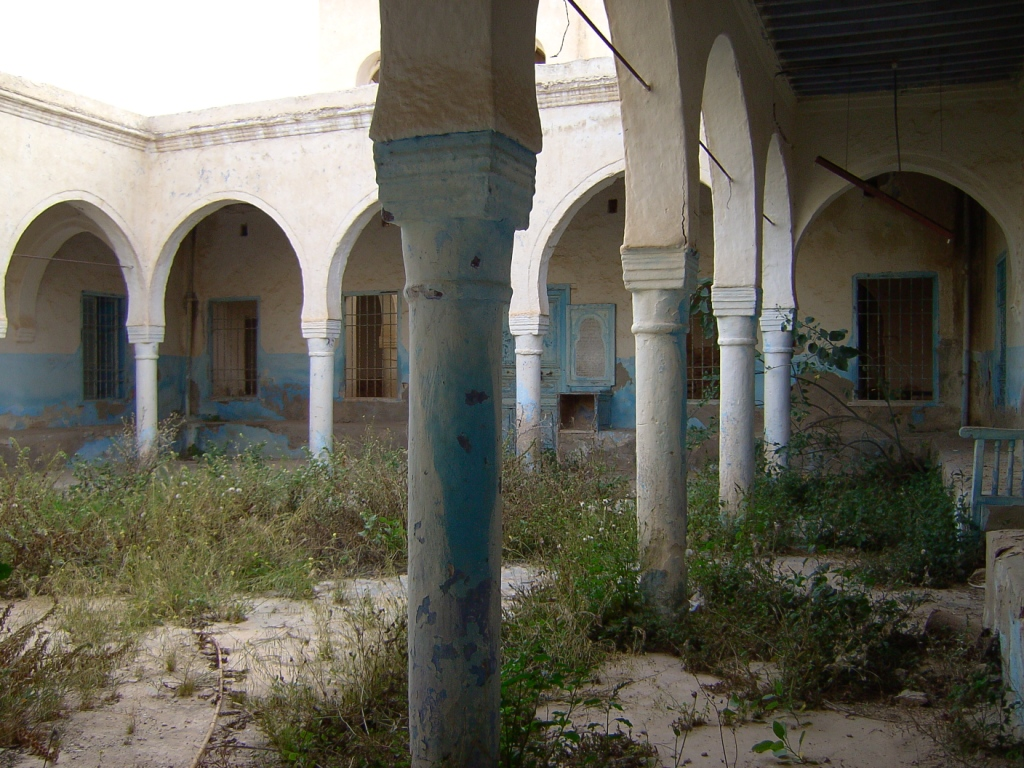
Synagoga Al-Hara as-Saghira w Ar-Rijadzie

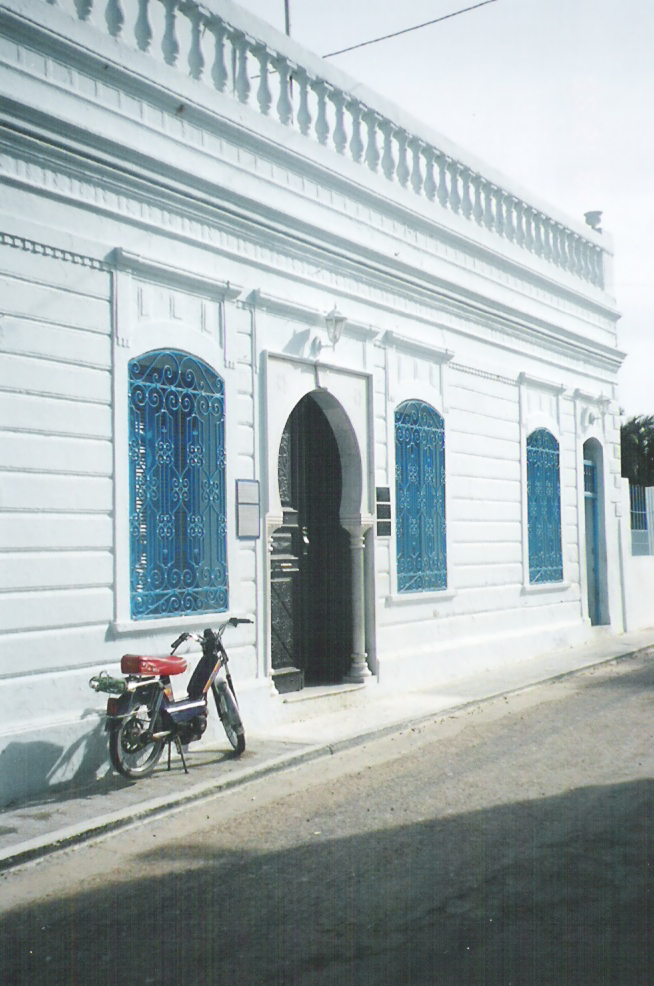
Synagoga Al-Ghariba w Ar-Rijadzie

Ar-Rijad (ar. لرياض, fr. Er Riadh lub Erriadh, dawna nazwa Al-Hara as-Saghira; Hara Sghira) – miasto na wyspie Dżerba, u północnych wybrzeży Tunezji. Usytuowane jest w centralnej części wyspy. Miasto zamieszkiwała bardzo liczna diaspora żydowska, która zmalała do ok. 80 osób. Miejscowość położona jest ok. 7 km na południe od stolicy wyspy, Haumat as-Suk.
Zgodnie z tradycją w 586 r. p.n.e. osiedliła się tu pierwsza wspólnota żydowska. W miejscowości jest kilka synagog, z których najbardziej znaną jest Synagoga Al-Ghariba. Ta sefardyjska synagoga jest najstarszą zachowaną synagogą w Afryce Północnej. Obecna powstała w XIX wieku – rozbudowana w 1920 r. – na miejscu budowli z XVI wieku. W odróżnieniu od innych synagog na wyspie składa się z dwóch krytych sal. Przechowywany w niej zwój Tory należy do najstarszych na świecie. 5 października 1985 roku arabski ochroniarz otworzył ogień do modlących się w synagodze Żydów. Zginęło 5 Żydów, a 2 osoby zostały ranne. 11 kwietnia 2002 roku ciężarówka wypełniona gazem eksplodowała w pobliżu synagogi powodując śmierć 21 osób, w tym 14 niemieckich turystów. Do zamachu przyznała się Al-Ka’ida. Wnętrze zdobi majolikowa dekoracja i rzeźbienia w drewnie. Można ją zwiedzać codziennie, oprócz popołudniowego piątku i całej soboty. W dniu święta Pesach synagoga jest celem pielgrzymek tunezyjskich Żydów. Jest ona ściśle strzeżona. Inną synagogą jest Synagoga Al-Hara przy ulicy Moktar Attia, synagoga pozostaje obecnie opuszczona ze względu na upadek lokalnej gminy żydowskiej.